# Jägertor

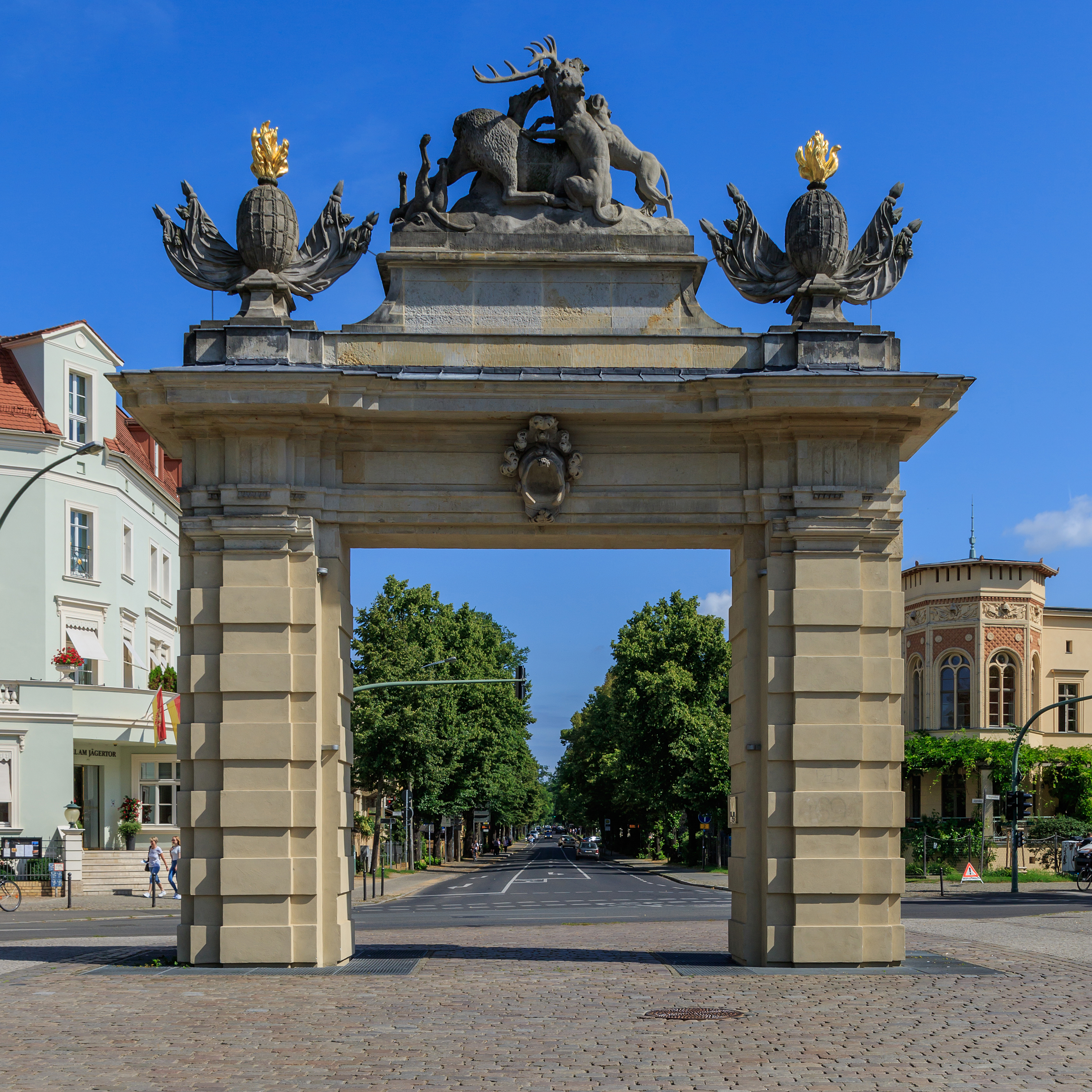
Blick stadtauswärts

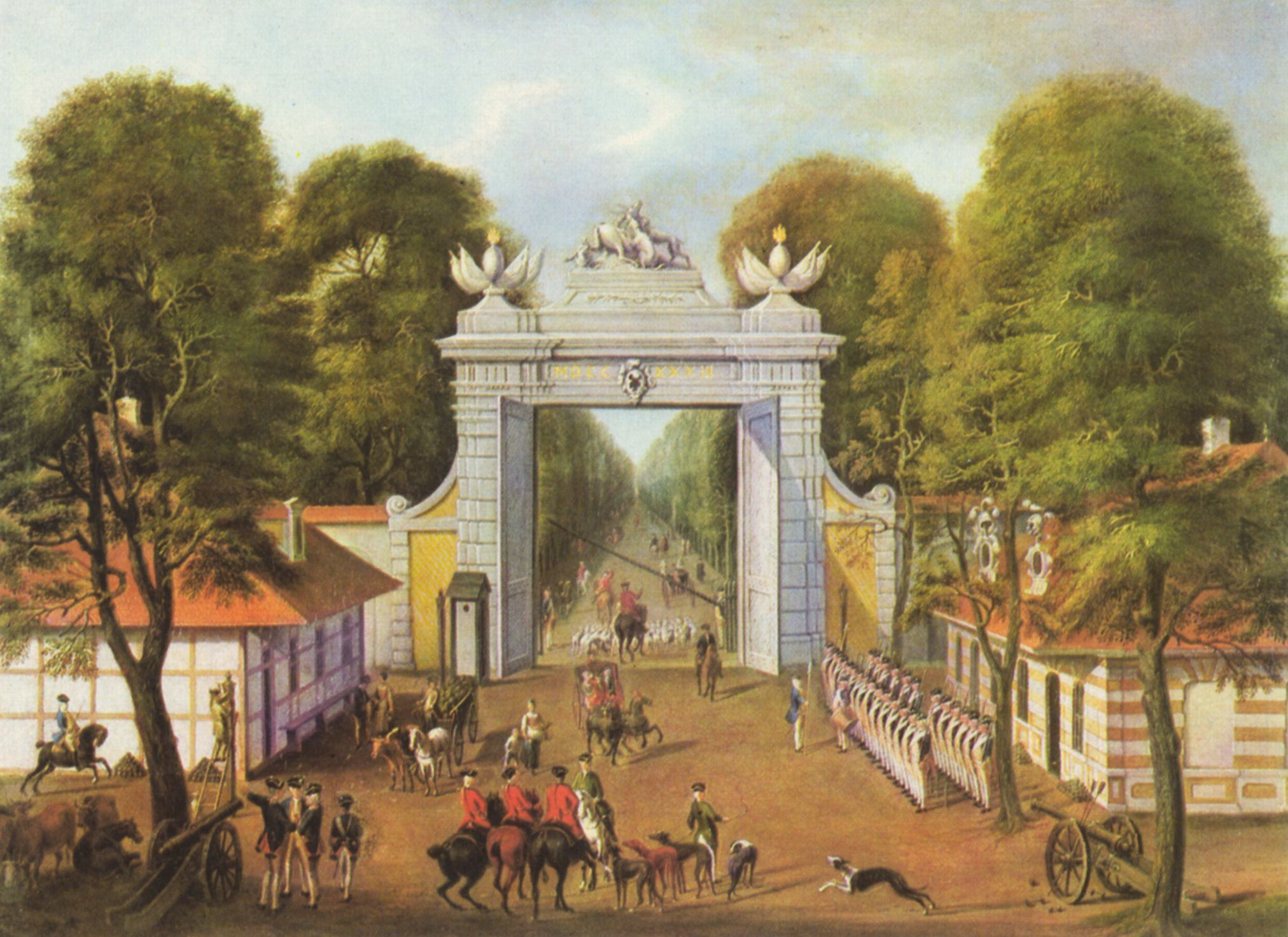
Das Jägertor um 1735

Das Jägertor von 1733 ist das älteste erhaltene Potsdamer Stadttor. Es steht in der Achse der Lindenstraße und bildet einen der Stadtausgänge nach Norden. Seinen Namen erhielt es nach dem vor der Stadt liegenden kurfürstlichen Jägerhof. Das Tor war ursprünglich Teil der Potsdamer Akzisemauer, die nicht der Befestigung diente, sondern die Desertion der Soldaten und den Warenschmuggel verhindern sollte. Da die Lindenstraße den einstigen Mauerzug schräg durchschnitt, wurde das Jägertor schräg zum Mauerverlauf errichtet.
Nach Abriss der Stadtmauer im Jahr 1869 freistehend, präsentiert sich das Jägertor als Pfeilerarchitektur toskanischer Ordnung mit geradem Gebälk und bekrönender Skulpturengruppe. Dargestellt ist ein von Jagdhunden gestellter Hirsch, den flammende Granaten flankieren. Damit ist sowohl der Bezug zum Jägerhof als auch zum militärischen Zweck des Tores verdeutlicht. Architrav und Bekrönung bestehen aus Sandstein, während die rustizierten Pfeiler aus verputztem Ziegelmauerwerk errichtet wurden.
Auf dem kleinen Platz südlich des Jägertores befanden sich früher das Haus des Zolleinnehmers und ein Wachgebäude. Die bauliche Situation zur Entstehungszeit des Jägertores hat Dismar Degen, der Hofmaler Friedrich Wilhelms I., in einem Ölbild festgehalten, das sich im Besitz der Stiftung Preußische Schlösser und Gärten Berlin-Brandenburg befindet. Degen hat in seinem Gemälde die Dimensionen des Tores bewusst übertrieben, sodass das Tor in seiner Darstellung weitaus größer und imposanter wirkt, als es in der Realität der Fall ist.
Das Tor ist Teil der Promenade, die dem Verlauf der ehemaligen Stadtmauer folgt. Im Stadtgrundriss ist der Unterschied zwischen der kompakten Struktur der zweiten barocken Stadterweiterung südlich und der lockeren Villenbebauung nördlich des Jägertores deutlich erkennbar. Seine Funktion als reizvoller Blickpunkt der Lindenstraße ist nach wie vor gegeben.